# Артюшенко, Юрий Митрофанович
Ю́рий Митрофа́нович Артюше́нко (15 апреля 1899, Котельва, Харьковская губерния — 15 февраля 1990, Чикаго, Иллинойс) — украинский военный и общественно-политический деятель, журналист; член совета Украинского военного клуба им. гетмана Павла Полуботка (1917), хорунжий 2-го Запорожского полка 1-й Запорожской дивизии и Полка Чёрных запорожцев, заместитель председателя УНО, редактор «Украинского вестника» (1937—1940).

## Биография
Служил в Русской императорской армии, в 4-м полку резерва, который до 1917 года дислоцировался в Житомире.
Как член совета Украинского военного клуба им. гетмана Павла Полуботка организовал в Житомире 1-ю украинскую сотню. В 1918-1919-м годах воевал в Запорожской дивизии. После ареста полковника Петра Болбочана в знак протеста покинул регулярное войско и ушёл в повстанцы.
В 1925 году вместе с Николаем Сциборским и другими единомышленниками основал в Подебрадах Легион украинских националистов. Когда возник вопрос об организационном приветствии, именно Юрий Артюшенко предложил использовать приветствие черношлычников: «Слава Украине!» — «Казакам слава!». Предложение общество приняло, но с уточнением — отвечать надо было: «Героям слава!» Однако, современные историки оспаривают авторство Артюшенко.
Окончил Украинскую хозяйственную академию в Подебрадах, вступил в ряды ОУН. В 1934 году по требованию польских властей правительство Чехо-Словацкой республики отказало ему в праве проживания. С того времени проживал в Германии, Румынии, Болгарии, Турции, Греции, Италии, снова в Германии, с конца 1937 года — легально. С 1950 г. — В США. Сотрудничал с различными украинскими изданиями («Самостійна Україна», «Українське слово», «Новий шлях», «Свобода» и «Наш клич»). В 1966 году в Чикаго вышли его воспоминания «События и люди на моем пути борьбы за государство. 1917—1966» («Події і Люди на моєму шляху боротьби за Державу. 1917—1966»).
Воинское звание — сотник Армии УНР (с 1 июня 1921), майор.

## Память
В Котелевском районе учреждена премия имени Артюшенко.